# Mischocyttarus malaris
Mischocyttarus malaris är en getingart som beskrevs av Richards 1978. Mischocyttarus malaris ingår i släktet Mischocyttarus och familjen getingar. Inga underarter finns listade i Catalogue of Life.